# Shannon (Illinois)
Shannon é uma vila localizada no estado americano de Illinois, no Condado de Carroll.

## Demografia
Segundo o censo americano de 2000, a sua população era de 854 habitantes.
Em 2006, foi estimada uma população de 793, um decréscimo de 61 (-7.1%).

## Geografia
De acordo com o United States Census Bureau tem uma área de
1,2 km², dos quais 1,2 km² cobertos por terra e 0,0 km² cobertos por água. Shannon localiza-se a aproximadamente 279 m acima do nível do mar.

## Localidades na vizinhança
O diagrama seguinte representa as localidades num raio de 20 km ao redor de Shannon.